# Jermain Jackman
Jermain Jackman (* 10. Januar 1995 in London) ist ein britischer Popsänger und Gewinner der Castingshow The Voice UK. 

## Karriere
Jermain Jackman kam im Londoner Bezirk Hackney in einer afro-guyanesischen Familie zur Welt. Er nahm 2014 bei der dritten Staffel der Castingshow The Voice UK teil, kam ins Team von Will.i.am und konnte als Sieger hervorgehen. Sein Debütalbum erreichte Platz 42 in den britischen Charts.
Als politisch interessierter Mensch sang er mehrmals bei Wahlkampfveranstaltungen der Labour Party. Er studiert Politik an der University of Leeds.

## Diskografie
Alben
- 2015: Jermain Jackman

Singles
- 2014: And I Am Telling You
- 2015: How will I Know